# 西布蘭奇 (紐約州)
西布蘭奇（英語：West Branch）是位於美國紐約州奧奈達縣的非建制地區。

## 歷史
西布蘭奇的郵局於1833年設立，其後於1967年停運。

## 地理
西布蘭奇所處的海拔為高於海平面308米（即1010英呎），而該地所採用的時區為UTC-5，即北美东部时区（EST）。同時該地設有夏令時間，為UTC-5調快一小時，即UTC-4（EDT）。